# Le Mans 24-timmars 2008
Le Mans 24-timmars 2008 kördes den 14-15 juni 2008 på Circuit de la Sarthe.

## Slutställning LMP1
| Plats | Förare                                           | Märke     | Varv |
| ----- | ------------------------------------------------ | --------- | ---- |
| 1     | Allan McNish Rinaldo Capello Tom Kristensen      | Audi      | 381  |
| 2     | Nicolas Minassian Marc Gené Jacques Villeneuve   | Peugeot   | 381  |
| 3     | Franck Montagny Ricardo Zonta Christian Klien    | Peugeot   | 379  |
| 4     | Mike Rockenfeller Lucas Luhr Alexandre Prémat    | Audi      | 374  |
| 5     | Stéphane Sarrazin Pedro Lamy Alex Wurz           | Peugeot   | 368  |
| 6     | Marco Werner Emanuele Pirro Frank Biela          | Audi      | 367  |
| 7     | Christophe Tinseau Benoît Tréluyer Harold Primat | Pescarolo | 362  |
| 8     | Soheil Ayari Loïc Duval Laurent Groppi           | Courage   | 357  |

## Slutställning LMP2
| Plats | Förare                                                 | Märke     | Varv |
| ----- | ------------------------------------------------------ | --------- | ---- |
| 1     | Jos Verstappen Jeroen Bleekemolen Peter van Merksteijn | Porsche   | 354  |
| 2     | John Nielsen Casper Elgaard Sascha Maassen             | Porsche   | 346  |
| 3     | Pierre Ragues Mathieu Lahaye Franky Cheng              | Pescarolo | 333  |
| 4     | Miguel Amaral Olivier Pla Guy Smith                    | Lola      | 325  |
| 5     | Michael Vergers Juan Barazi Stuart Moseley             | Zytek     | 304  |

## Slutställning GT1
| Plats | Förare                                               | Märke        | Varv |
| ----- | ---------------------------------------------------- | ------------ | ---- |
| 1     | Darren Turner Antonio García David Brabham           | Aston Martin | 344  |
| 2     | Jan Magnussen Ron Fellows Johnny O'Connell           | Chevrolet    | 344  |
| 3     | Olivier Beretta Max Papis Oliver Gavin               | Chevrolet    | 341  |
| 4     | Heinz-Harald Frentzen Karl Wendlinger Andrea Piccini | Aston Martin | 339  |
| 5     | Luc Alphand Guillaume Moreau Jérôme Policard         | Chevrolet    | 335  |

## Slutställning GT2
| Plats | Förare                                         | Märke   | Varv |
| ----- | ---------------------------------------------- | ------- | ---- |
| 1     | Jaime Melo Gianmaria Bruni Mika Salo           | Ferrari | 326  |
| 2     | Matteo Malucelli Paolo Ruberti Fabio Babini    | Ferrari | 318  |
| 3     | Pierre Kaffer Pierre Ehret Lars-Erik Nielsen   | Ferrari | 317  |
| 4     | Ben Aucott Alain Ferté Stéphane Daoudi         | Ferrari | 312  |
| 5     | Horst Feldermayr Sr. Alex Davison Wolf Henzler | Porsche | 309  |